# Fritz Egnell

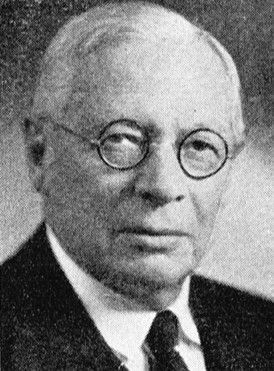
Fritz Egnell.

Fritz Carl Emil Egnell, född 28 september 1877 i Stockholm, död 7 mars 1953, var en svensk civilingenjör.

## Biografi
Egnell var son till grosshandlaren Emil Egnell och Julia Dölling  samt dotterson till Fritz Dölling. Han utexaminerades från Kungliga Tekniska högskolan 1899. Han var representant för ett flertal svenska verkstäder på världsutställningen i Paris 1900, företog studieresor i Europa 1901 och var innehavare av ingenjörsfirman Fritz Egnell i Stockholm från 1902. Egnell var senare styrelseledamot i bland annat AB ingenjörsfirman Fritz Egnell, Försäkrings AB Hansa och Höganäs-Billesholms AB. Efter 1915 var han bosatt i stadsvillan Tofslärkan 1 i Lärkstaden i Stockholm.